# Jun Muramatsu
Jun Muramatsu (japanisch 村松 潤 Muramatsu Jun; * 10. April 1982 in der Präfektur Shizuoka) ist ein ehemaliger japanischer Fußballspieler.

## Karriere
Muramatsu erlernte das Fußballspielen in der Jugendmannschaft von Shimizu S-Pulse. Seinen ersten Vertrag unterschrieb er 2001 bei den Shimizu S-Pulse. Der Verein spielte in der höchsten Liga des Landes, der J1 League. Für den Verein absolvierte er 23 Erstligaspiele. 2006 wechselte er zum Zweitligisten Vegalta Sendai. 2007 wechselte er zum Ligakonkurrenten Mito HollyHock. Für den Verein absolvierte er 102 Ligaspiele. 2010 wechselte er zum Ligakonkurrenten Giravanz Kitakyushu. Für den Verein absolvierte er 12 Ligaspiele. Ende 2010 beendete er seine Karriere als Fußballspieler.

## Erfolge
Shimizu S-Pulse
- Kaiserpokal

Sieger: 2001
Finalist: 2005